# هاكيشر ماركت

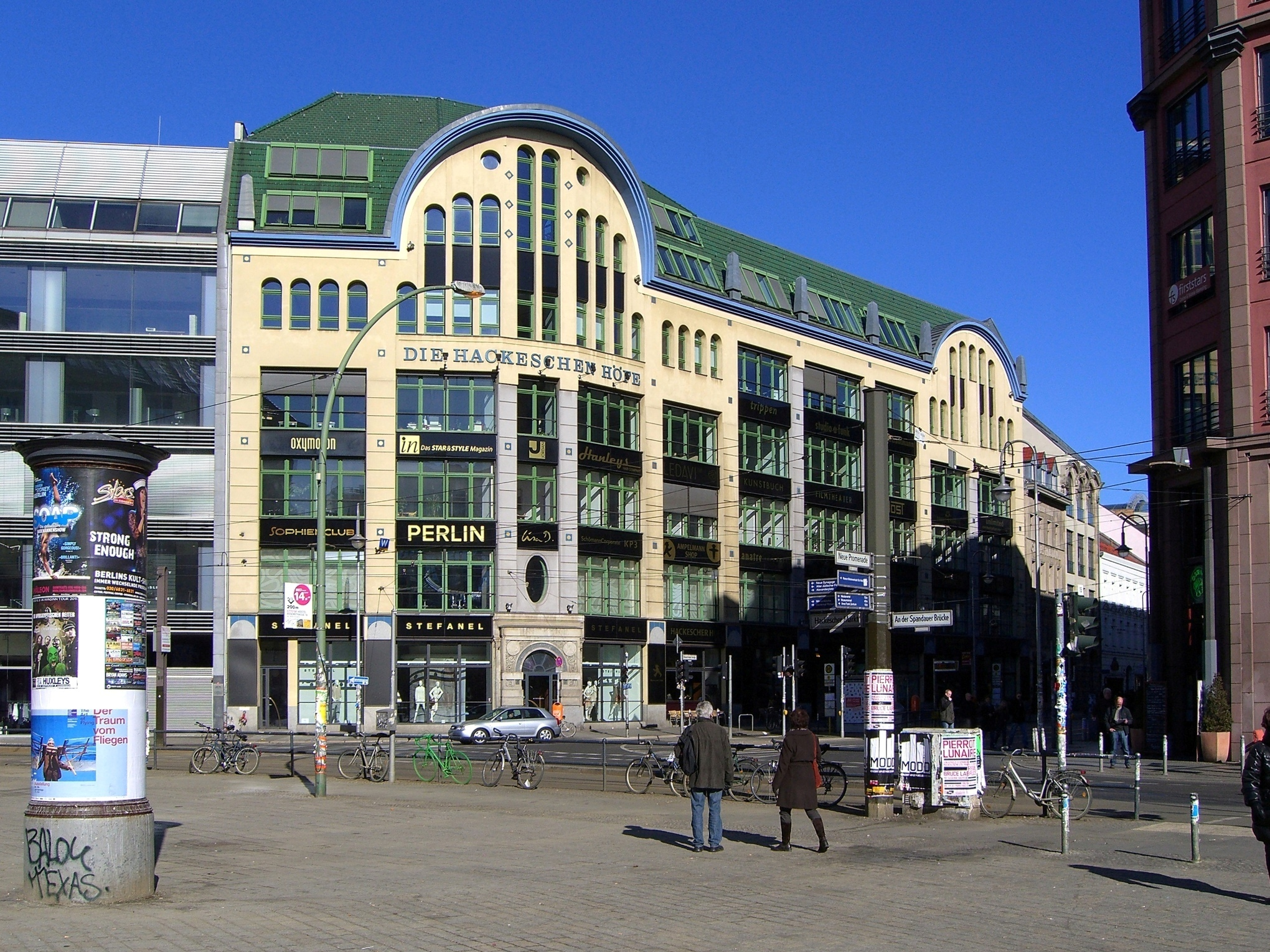
ساحة Hackescher Markt مع Hackesche Höfe

هاكيشر ماركت (سوق هاكشير) هي ساحة في منطقة مته المركزية في برلين ألمانيا ، وتقع في الطرف الشرقي من أورانينبرغر شتراسه. إنه مركز نقل مهم ونقطة انطلاق للحياة الليلية في المدينة.

## ملخص

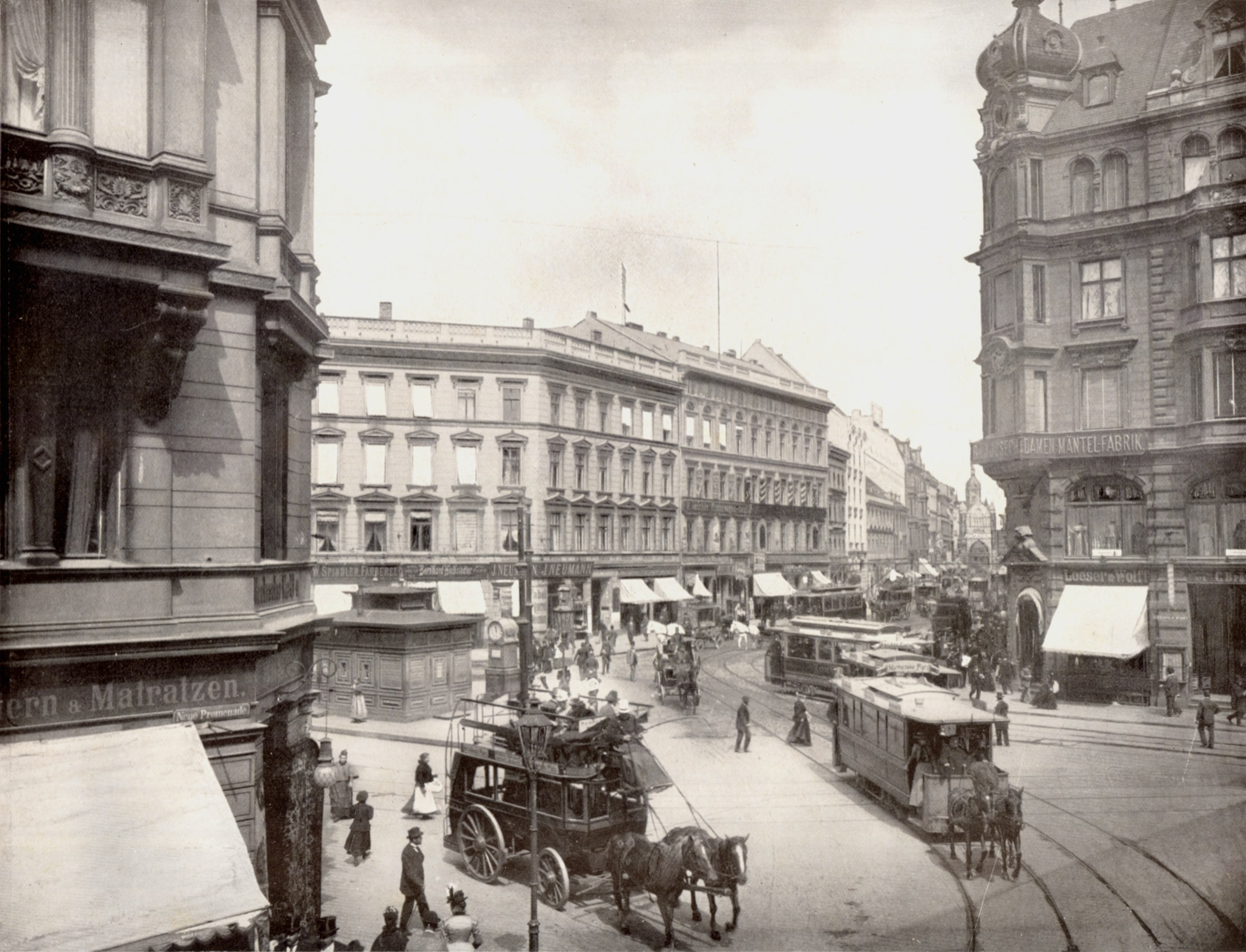
Hackescher Markt حوالي عام 1900